# Alpine (New Jersey)
Alpine – miasto w Stanach Zjednoczonych, w stanie New Jersey, w hrabstwie Bergen. Według danych na rok 2020 miejscowość liczyła 1762 mieszkańców, a gęstość zaludnienia wyniosła 106,28 os./km².
W mieście kręcono film Inna kobieta.

## Położenie
Alpine leży około 24 km od Nowego Jorku. Jest najbardziej wysuniętym na wschód punktem w stanie New Jersey. Miasto ma całkowitą powierzchnię 24,01 km², w tym 16,58 km² stanowi ląd, a 7,43 km² stanowią wody.
Graniczy z miastami: Closter, Cresskill, Demarest, Norwood, Rockleigh, Tenafly.

## Demografia

### Spis powszechny z 2000 roku
Według powszechnego spisu ludności w 2000 roku, w Alpine mieszkało 2183 osoby. Około 77% mieszkańców było rasy białej, 1,5% to Afroamerykanie, a Azjaci stanowili 19%.

### Spis powszechny z 2010 roku
Według powszechnego spisu ludności w 2010 roku, w Alpine mieszkało 1 849 osób. Około 68% mieszkańców było rasy białej, 2,5% to Afroamerykanie, a Azjaci stanowili 26%. Średni dochód gospodarstwa domowego w mieście wynosił 172 054 dolarów.

## Klimat
Średnia temperatura wynosi 12 °C. Najcieplejszym miesiącem jest lipiec (24 °C), a najzimniejszym jest styczeń (–3 °C). Średnia suma opadów wynosi 1394 milimetrów rocznie. Najbardziej wilgotnym miesiącem jest grudzień (189 milimetrów opadów), a najbardziej suchym jest październik (73 milimetrów opadów).

## Transport

### Drogi i autostrady
W maju 2010 roku miasto miało łącznie 48,92 km dróg, z czego 25,94 km były utrzymywane przez gminę, a 9,43 km przez Departament Transportu New Jersey.
Przez Alpine przebiegają takie drogi jak: U.S. Route 9W oraz Droga Krajowa 502.

### Transport Publiczny

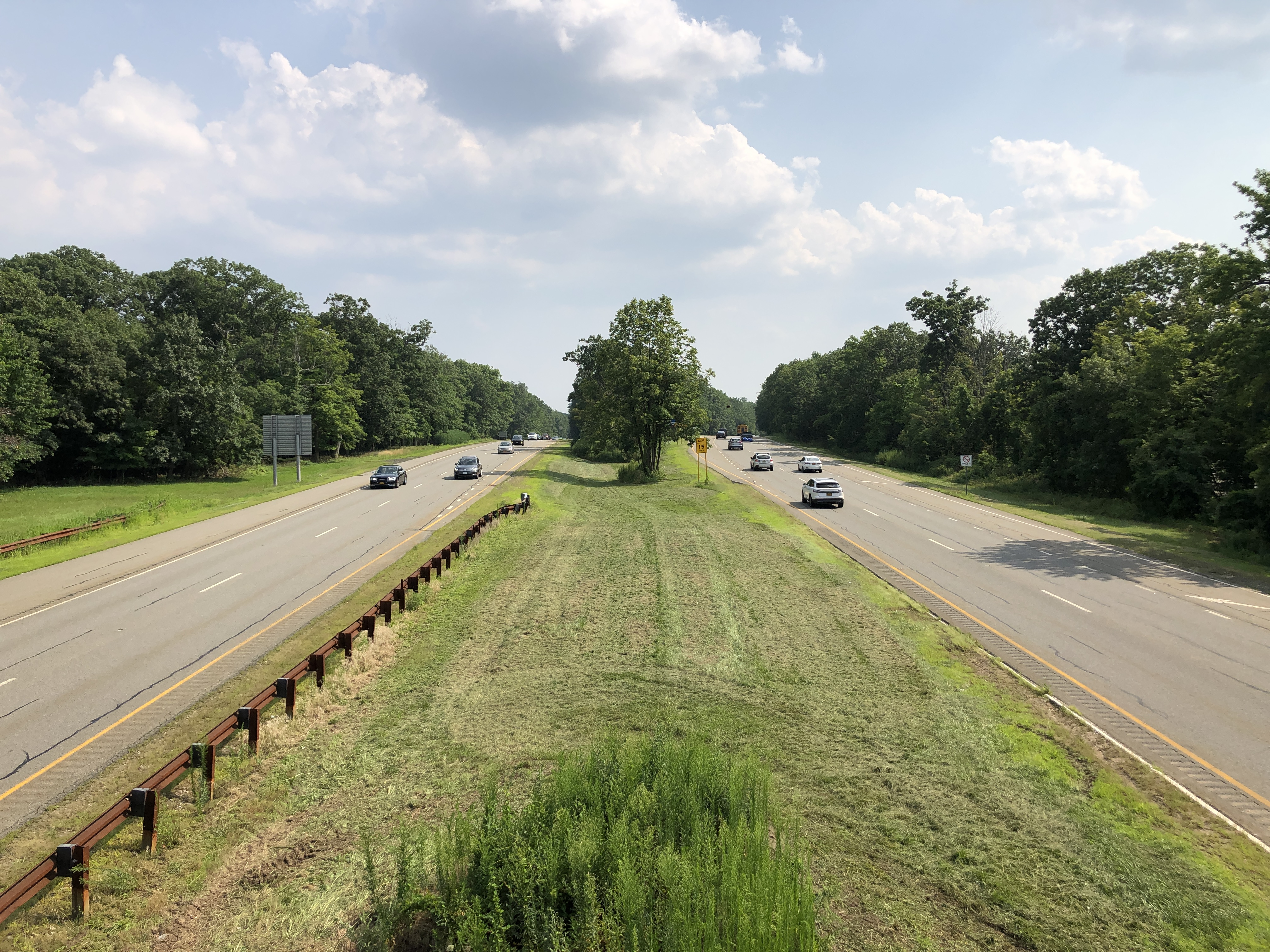

W Alpine znajdują się 2 linie autobusowe: 9T oraz 9AT.